# Cui Wei
Cui Wei (崔嵬S, Cuī WéiP; Zhucheng, 14 ottobre 1912 – 7 febbraio 1979) è stato un attore e regista cinese.
In occasione del centenario della nascita dell'industria cinematografica in Cina nel 2005, la China Film Performance Art Academy lo ha inserito nella lista dei "100 migliori attori in 100 anni di cinema cinese".